# Сан Северино Марке
Сан Северѝно Ма̀рке (на италиански: San Severino Marche) е град и община в Централна Италия, провинция Мачерата, регион Марке. Разположен е на 236 m надморска височина. Населението на общината е 12 955 души (към 2013 г.).